# Клементьев, Василий Григорьевич
Василий Григорьевич Клементьев (19 февраля (4 марта) 1883 года, дер. Михайловка, Новоузенский уезд, Самарская губерния — 29 марта 1967 года, Москва) — советский военный деятель, генерал-майор (27 января 1943 года).
Один из родоначальников советского военного альпинизма.

## Начальная биография
Василий Григорьевич Клементьев родился 19 февраля (4 марта) 1883 года в деревне Михайловка Новоузенского уезда Самарской губернии.

## Военная служба
В ноябре 1904 года призван в ряды Русской императорской армии и направлен в Архангелогородский 17-й пехотный полк (5-я пехотная дивизия), в составе которого участвовал в боевых действиях под Мукденом в ходе русско-японской войны, в ходе которых произведён в унтер-офицеры и был ранен.
После окончания которой полк был передислоцирован в Житомир, где Клементьев в 1906 году окончил учебную команду, в 1907 году — четырёхмесячные инженерные и интендантские заочные курсы, в 1909 году — школу подпрапорщиков, а в 1912 году экстерном выдержал экзамен за четыре класса Житомирской мужской гимназии.

### Первая мировая и гражданская войны
С июля 1914 года служил заведующим хлебопекарней и корпусными складами управления корпусного интенданта 9-го армейского корпуса (Юго-Западный фронт), с апреля 1915 года — помощником делопроизводителя и делопроизводителем корпусного интендантства на Северо-Западном и Западном фронтах, а с сентября 1916 года — подпрапорщиком в Архангелогородском 17-м пехотном полку (5-я пехотная дивизия, Западный фронт).
С февраля 1917 года Клементьев находился в команде вольноопределяющихся во Ржеве и в апреле того же года направлен на учёбу в 1-ю Омскую школу прапорщиков, после окончания которой в октябре назначен младшим офицером в составе 170-го запасного пехотного полка (Казанский военный округ), дислоцированного в Бузулуке, и после Октябрьской революции избирался был избран командиром этого же полка и начальником гарнизона города, а в декабре одновременно командовал красногвардейским отрядом, который принимал участие в боевых действиях на Оренбургском фронте против войск под командованием А. И. Дутова.
В феврале 1918 года назначен на должность председателя Коллегии РККА в Бузулуке, в апреле — на должность военрука совета Ершовской волости Новоузенского уезда, в сентябре того же года — на должность заведующего мобилизационным отделом штаба 4-й армии (Восточный фронт), а с сентября 1919 года в Самаре формировал отряд особого назначения и с которым выступил в Ташкент, где отряд был включён в состав Туркестанского фронта. В июне 1920 года, находясь на должностях начальника и комиссара этого же отряда, В. Г. Клементьев принимал участие в боевых действиях по подавлению Верненского восстания, а в период с августа по сентябрь, командуя колонной и Каганской группой войск — в боевых действиях против войск под командованием эмира Бухарского.
22 ноября 1920 года назначен на должность начальника 3-й Туркестанской стрелковой дивизии, которая принимала участие в боевых действиях против вооруженных формирований под командованием Мадамин-бека и Курширмата на территории Ферганской долины.
В период с 1 января по 4 мая 1921 года В. Г. Клементьев находился на должности начальника 2-й Туркестанской стрелковой дивизии и одновременно командующего войсками и частями особого назначения Семиреченской области, а в октябре 1922 года — на должности командира 4-й Туркестанской стрелковой бригады (4-я Туркестанская стрелковая дивизия) и командующего войсками Семиреченской области.

### Межвоенное время
В сентябре 1923 года направлен на учёбу на Курсы усовершенствования высшего начальствующего состава при Военной академии имени М. В. Фрунзе, после окончания которых в июле 1924 года назначен на должность командира 5-й стрелковой дивизии (Западный военный округ), дислоцированной в Полоцке, а в декабре 1925 года — на должность начальника Тифлисской пехотной школы, которая в сентябре 1927 года была преобразована в Закавказскую пехотную школу.
После повторного окончания курсов усовершенствования высшего начальствующего состава при Военной академии имени М. В. Фрунзе Клементьев 1 октября 1929 года назначен на должность военрука Всесоюзного коммунистического университета имени И. В. Сталина в Ленинграде, в ноябре 1932 года — на должность заместителя председателя Ленинградского областного совета Осоавиахима, в августе 1933 года — на должность заместителя, а затем — председателя Северо-Кавказского краевого Совета Осоавиахима.
С июля 1935 года Клементьев служил в Военной академии имени М. В. Фрунзе на должностях руководителя тактики, начальника курса и ассистента кафедры общей тактики, а в период с 1936 по 1937 годы находился в спецкомандировке в Монгольской Народной Республике, где служил на должности главного руководителя по переподготовке высшего комсостава и проведению тактических учений с частями Монгольской народной армии.
В марте 1939 года назначен на должность заместителя председателя Центрального Совета Осоавиахима СССР.

### Великая Отечественная война
В июле 1941 года Клементьев направлен инспектором в распоряжение главнокомандующего Северо-Западным направлением Маршала Советского Союза К. Е. Ворошилова и 11 октября того же года назначен на должность командира 189-й стрелковой дивизии, которая к 1 ноября заняла оборону в районе Пулковской обсерватории.
28 ноября назначен на должность начальника отдела боевой подготовки штаба 24-й армии в составе Московской зоны обороны, которая 26 апреля 1942 года была преобразована в 1-ю резервную, а 10 июля — в 64-ю армию и вскоре принимала в боевых действиях в ходе Сталинградской битвы, а с 6 февраля 1943 года заняла оборону в районе Белгорода на реке Северский Донец, где 1 мая того же года была преобразована в 7-ю гвардейскую армию, которая вскоре принимала участие в боевых действиях в ходе Курской битвы и Белгородско-Харьковской операции, а также в освобождении Белгорода и Харькова.
С сентября находился в распоряжении Главного управления кадров НКО и в октябре назначен на должность начальника Новочеркасского суворовского военного училища.
С июля 1944 года генерал-майор Клементьев вновь находился в распоряжении Главного управления кадров НКО и 10 октября был назначен на должность заместителя командующего 18-й армией, которая вскоре принимала участие в боевых действиях в ходе Восточно-Карпатской, Моравско-Остравской и Пражской наступательных операций.

### Послевоенная карьера
С окончанием войны находился на прежней должности.
В декабре 1945 года назначен на должность заместителя командующего 45-й армии, а в апреле 1946 года — на эту же должность в 7-ю гвардейскую армию. В декабре того же года направлен в Высшую военную академию имени К. Е. Ворошилова, где служил на должности старшего преподавателя на кафедре тактики высших соединений.
Генерал-майор Василий Григорьевич Клементьев в феврале 1949 года вышел в отставку по болезни. Умер 29 марта 1967 года в Москве. Похоронен на Новодевичьем кладбище.

## Семья
Жена — Клементьева, Татьяна Петровна (1898—1976), доцент.
Трое детей.

## Воинские звания
- Комбриг (5 декабря 1935 года);
- Комдив (5 февраля 1939 года);
- Генерал-майор (27 января 1943 года).

## Награды
- Орден Ленина (21.02.1945);
- Четыре ордена Красного Знамени (1923[2], 03.11.1944, 27.01.1945, 24.06.1948);
- Орден Красной Звезды (22.06.1943);
- Медали;
- Наградное оружие (сабля бухарского эмира, хранится в Центральном музее Вооруженных сил РФ);
- Два иностранных ордена.

## Сочинения
- Клементьев В. Г. Боевые действия горных войск. — М.: Воениздат, 1940. — 208 с.